# استسقاء المهبل
استسقاء المهبل هو انتفاخ المهبل الناتج عن تراكم السوائل بسبب انسداد المهبل الخلقي منذ الولادة. غالبًا ما يحدث الانسداد بسبب غشاء البكارة غير مثقوب أو أقل شيوعًا في الحاجز المهبلي المستعرض. يتكون السائل من مخاط عنق الرحم وبطانة الرحم أو في حالات نادرة من البول المتراكم من خلال ناسور مثاني مهبلي قريب من الانسداد. في بعض الحالات، يرتبط متلازمة باردت بيدل إذا حدث ذلك في الفتيات قبل سن البلوغ، فقد يظهر في شكل تورم في البطن. قد يتم الكشف عنها باستخدام الموجات فوق الصوتية. التشخيص قبل الولادة ودراسات التصوير في وقت مبكر حديثي الولادة يؤدي إلى الكشف المبكر عن هذه الحالات وعلاجها. قد تظهر أيضًا عند الولادة في أسفل البطن والمهبل. يرتبط أيضا مع رتق المهبل (الرتق في المرأة هو التحام في فرجها يمنع من وطئها، وهو من العيوب المجوزة لفسخ عقد النكاح، وتسمى رتقاء). ارتفاع مؤشر الشكوك حول وجود المهبل المائي في حديث الولادة مع تشخيص الجنين للكتلة البطنية تحت السري سيسهل التدخل في الوقت المناسب والوقاية من المضاعفات.